# تئو بوس
تئو بوس (هلندی: Theo Bos؛ زادهٔ ۲۲ اوت ۱۹۸۳) دوچرخه‌سوار اهل هلند است.
از باشگاه‌هایی که در آن رکاب زده‌است می‌توان به تیم دایمنشن دیتا، تیم لوتوان‌ال–یومبو، و تیم دوچرخه‌سواری رابوبانک دولوپمنت اشاره کرد.
وی در مسابقات کشوری و بین‌المللی در مجموع برندهٔ ۵ مدال طلا، ۵ مدال نقره، ۴ مدال برنز شده‌است.